# Reprezentacja Serbii U-19 w piłce nożnej mężczyzn
Reprezentacja Serbii U-19 w piłce nożnej – juniorska reprezentacja Serbii, sterowana przez Serbski Związek Piłki Nożnej. Jest powoływana przez selekcjonera, w niej występować mogą wyłącznie zawodnicy, którzy w momencie przeprowadzania imprezy docelowej (finałów Mistrzostw Europy) nie przekroczyli 19 roku życia.
Największym sukcesem reprezentacji jest zdobycie 3 miejsca na Mistrzostwach Europy do lat 19 w roku 2005 i 2009.

## Występy w ME U-19
- 2002: Nie zakwalifikowała się
- 2003: Nie zakwalifikowała się
- 2004: Nie zakwalifikowała się
- 2005: 3 miejsce (jako Serbia i Czarnogóra)
- 2006: Nie zakwalifikowała się
- 2007: Faza grupowa
- 2008: Nie zakwalifikowała się
- 2009: 3 miejsce
- 2010: Nie zakwalifikowała się
- 2011: Zakwalifikowała się

## Trenerzy
| Trener                | Lata      |
| --------------------- | --------- |
| Aleksandar Stanojević | 2008-2010 |
| Tomislav Sivić        | 2010-2011 |
| Dejan Govedarica      | 2011-     |